# Elaphidion cubae
Elaphidion cubae là một loài bọ cánh cứng trong họ Cerambycidae.